# Джамму (город)
Джамму (догри जम्म, урду جموں‎, англ. Jammu) — город в индийской союзной территории Джамму и Кашмир. Второй по величине (после Сринагара) город территории . Джамму благодаря значительному числу сохранившихся старинных храмов и мечетей известен как «Город храмов».
С ноября по апрель из-за благоприятного климата Джамму является «зимней столицей» территории ; именно здесь в эти месяцы находится местное правительство, которое летом размещается в Сринагаре.

## История
Джамму упоминается в древнеиндийском эпосе «Махабхарата». Результаты археологических раскопок в Ахнуре (примерно в 32 км от города) подтверждают, что город был частью хараппской цивилизации. Также в Джамму были найдены артефакты империи Маурьев, Кушанской империи и периода Гупта. После 480 г. н. э. район города контролировался эфталитами. C 565 по 670 год регионом управляли правители из кушано-эфталитской династии, с 670 года — из династии Шахов. В 11-м веке контроль над городом установили Газневиды. Джамму упоминался в связи с военными походами Тамерлана. Впоследствии Джамму поочередно контролировали Великие Моголы, сикхи и британцы. С 840 по 1816 год правящей династией Джамму были Девы, которые поддерживали своеобразную изоляцию города.
В 1897 году была проложена 43-километровая ветка, соединившая Джамму с Сиялкотом. Во время разделения Индии и Пакистана ветка была демонтирована, и город оставался без железнодорожного сообщения вплоть до 1971 года, когда была открыта ветка Патханкот — Джамму Тави. Станция Джамму Тави была открыта в 1975 году. Джамму являлся зимней столицей княжества Джамму и Кашмир с 1846 по 1952 год. После образования штата Джамму и Кашмир Джамму сохранил статус зимней столицы.

## Физико-географическая характеристика
Джамму расположен в юго-западной части штата, на высоте 326 м над уровнем моря. С севера, востока и северо-востока окружён горным хребтом Сивалик, а с северо-запада — хребтом Трикута. Город находится примерно в 50 км к северо-востоку от пакистанского Сиялкота и в 600 км к северо-западу от Дели. Через Джамму протекает река Тави.
Климат
Для Джамму, как и для других городов Северо-Западной Индии характерен субтропический океанический климат (классификация климатов Кёппена: Cwa),. Средняя годовая температура составляет 24,2 °C; средняя годовая норма осадков — 1238 мм. Самый засушливый месяц — ноябрь, норма осадков которого составляет 9 мм; самый дождливый месяц — август, с нормой осадков 349 мм. Самый тёплый месяц — июнь (средняя температура насчитывает 34,1 °C); самый холодный месяц — январь (13,1 °C).
| Показатель                    | Янв. | Фев. | Март | Апр. | Май  | Июнь | Июль | Авг. | Сен. | Окт. | Нояб. | Дек. | Год   |
| ----------------------------- | ---- | ---- | ---- | ---- | ---- | ---- | ---- | ---- | ---- | ---- | ----- | ---- | ----- |
| Абсолютный максимум, °C       | 28,0 | 31,7 | 39,4 | 43,9 | 47,4 | 47,2 | 45,0 | 41,7 | 38,9 | 37,9 | 34,1  | 28,1 | 47,4  |
| Средний суточный максимум, °C | 18,5 | 21,4 | 26,8 | 33,5 | 39,1 | 40,8 | 35,6 | 33,7 | 33,8 | 31,7 | 26,2  | 20,9 | 30,17 |
| Средняя температура, °C       | 13,1 | 15,7 | 20,5 | 26,6 | 32,1 | 34,1 | 30,8 | 29,5 | 28,8 | 25,2 | 19,3  | 14,7 | 24,2  |
| Средний суточный минимум, °C  | 7,7  | 10,1 | 14,3 | 19,7 | 25,1 | 27,5 | 26,1 | 25,3 | 23,8 | 18,7 | 12,9  | 8,6  | 18,28 |
| Абсолютный минимум, °C        | 0,6  | 1,1  | 4,4. | 8,5  | 9,8  | 13,8 | 14,0 | 15,0 | 15,0 | 11,3 | 6,1   | 0,9  | 0,6   |
| Норма осадков, мм             | 77   | 63   | 64   | 28   | 18   | 57   | 330  | 349  | 175  | 31   | 9     | 37   | 1238  |
| Источник:                     |      |      |      |      |      |      |      |      |      |      |       |      |       |

## Население
Население по данным переписи 2011 года составляет 651 826 человек. Население разговаривает главным образом на языке догри; распространены также хинди, урду, кашмири и английский. Наиболее распространённая религия — индуизм, по данным переписи 2001 года её исповедовали 84 % населения; 11 % исповедовали ислам, 3 % — сикхизм и 2 % — христианство.

## Транспорт
Город является важным транспортным узлом, имеется железнодорожное сообщение. Национальное шоссе № 1 соединяет Джамму с Кашмирской долиной. Аэропорт Джамму находится в 7 км от города; осуществляются регулярные рейсы в Сринагар, Лех, Дели, Мумбаи и другие города страны.